# Grünenthal
Grünenthal er en tysk lægemiddelvirksomhed med hovedkvarter i Aachen, Tyskland. Firmaet blev grundlagt i 1946 med navnet Chemie Grünenthal og har siden været familieejet. Firmaet var de først på markedet til at introducere penicillin på det tyske marked i efter krigsårene, efter at de allierede styrker ophævede det forhenværende forbud.